# سرگی کانوس
سرگی کانوس (انگلیسی: Sergi Canós؛ زادهٔ ۲ فوریهٔ ۱۹۹۷) بازیکن فوتبال اهل اسپانیا است.
از باشگاه‌هایی که در آن بازی کرده‌است می‌توان به باشگاه فوتبال بارسلونا، باشگاه فوتبال لیورپول، باشگاه فوتبال برنتفورد، و تیم ملی فوتبال زیر ۱۷ سال اسپانیا اشاره کرد.
وی همچنین در تیم‌های ملی فوتبال زیر ۱۵، ۱۶، ۱۷ و ۱۹ سال اسپانیا بازی کرده‌است.